# Theriophila miara
Theriophila miara är en fjärilsart som beskrevs av Erich Martin Hering 1932. Theriophila miara ingår i släktet Theriophila och familjen tofsspinnare. Inga underarter finns listade i Catalogue of Life.